# دونگه سینکووتسه
دونگه سینکووتسه (به صربی: Donje Sinkovce) یک منطقهٔ مسکونی در صربستان است که در لسکواس واقع شده‌است. دونگه سینکووتسه ۱٬۶۶۱ نفر جمعیت دارد.